# Jamais
Jamais (in lingua francese giammai) è una parola usata nel 1867 dal ministro francese Eugène Rouher dinanzi al Parlamento francese, dopo la Battaglia di Mentana, in una delle fasi più convulse della "Questione romana". Il ministro dichiarò:
(Rouher.)
Un perentorio jamais era apparso anche in un testo di 4 anni prima: nel 1863 l'ambasciatore francese a Roma scrisse al suo ministro che il cardinale Antonelli gli aveva detto:
(Card. Antonelli)
In risposta alla dichiarazione del ministro francese, il 9 dicembre 1867 Giovanni Lanza, nel discorso di insediamento alla presidenza della camera dei deputati, dichiarò che «siamo unanimi a volere il compimento dell'unità nazionale; e Roma, tardi o tosto, per la necessità delle cose e per la ragione dei tempi, dovrà essere capitale d'Italia». Tre anni dopo con la breccia di Porta Pia ci fu la Presa di Roma.
L'espressione jamais ebbe una grande risonanza ed è entrata, specialmente negli anni passati nei modi di dire del lessico anche italiano per indicare previsioni di definitività smentite dal succedere degli avvenimenti.